# آرتا (اسپانیا)
آرتا یکی از ۵۳ شهرداری مستقل در جزیره اسپانیایی بالئاری مایورکا است.

## جمعیت
در سال ۲۰۰۸ شهرداری آرتا جمعیتی بالغ بر ۷۱۱۳ نفر را در یک منطقهٔ ۱۳۹٫۶۳ کیلومتر مربعی (۵۳٫۹۱ مایل مربع) داشت. به عبارت دیگر، ۵۰٫۹ نفر در هر کیلومتر مربع ساکن است. در سال ۲۰۰۶ درصد خارجیان ۱۳٫۲٪ (۸۹۰)، که آلمانی‌ها تا ۳٫۹٪ (۲۶۲) آن را تشکیل دادند. بنابر آمار سال ۱۹۹۱ هنوز ۱۳۶ بی سواد در این شهرداری وجود داشت. ۱۲۹۲ نفر هیچ نوع تحصیلی نداشتند، ۱٬۶۷۵ فقط یک گواهی مدارس ابتدایی و ۱۲۱۰ گواهی ترک مدارس متوسطه را داشتند. زبان رسمی کاتالان و اسپانیایی (کاستیلی) می‌باشد.

## جغرافیا

### موقعیت
آرتا در شمال شرق جزیره مایورکا، حدود ۶۰ کیلومتر در اطراف پایتخت این جزیره نهفته‌است.

### جوامع همسایه
از سمت شرق و جنوب شرق، شهرداری آرتا با جوامع کاپدپرا و سون سرورا هم‌مرز است. تا قرن ۱۹ هر دو، همراه با منطقه آرتا یک منطقه به عنوان شبه جزیره آرتا به‌شمار می‌رفتند. از این رو چرایی نام غارها در سواحل شرق مایورکا در شهرداری کاپدپرا (Coves d' Artà) پیداست.
از سمت جنوب غربی شهرداری با سن لورنسو د کاردسار و پترا، تورنت د نا بورخس، هم‌مرز می‌باشد.

### تقسیمات
روستاهای زیر بخش‌های شهرداری آرتا می‌باشند:
- آرتا (۵۸۰۳ / ۶۴۰۶)
- کولونیا د سنت پره (۴۸۳ / ۴۸۳)
- اوربانیتسافیو بتلم (۵۱ / ۵۱)
- اوربانیتسافیو مونتفروتکس (۱۱۴ / ۱۱۴)
- اوربانیتسافیو سنت پره (۳۴ / ۳۴)
- اوربانیتسافیو س'استانیول

آمار و ارقام در داخل پرانتز، جمعیت را در ۱ ژانویه ۲۰۰۸ می‌دهد. رقم اول تعداد ساکنان اصلی است، رقم دوم شامل کسانی که در خانه‌هایی، پراکنده در خارج از روستای خود زندگی می‌کنند.